# 1999 في السودان
فيما يلي الأحداث التي وقعت خلال عام 1999 في السودان.

## الحكم
- الرئيس: عمر البشير
- نائب الرئيس:
  - علي عثمان طه (الأول)
  - جورج كونغور أروب (الثاني)

## أحداث

### مارس
- 1 مارس - السودان يدخل حرب الكونغو الثانية.[1]